# Antonio Hoffmeyer de Zubeldia
Antonio Hoffmeyer de Zubeldia (n. Madrid, siglo XIX) fue un pintor español.

## Biografía
Natural de Madrid, fue discípulo de Pedro González Pintó. En la Exposición de 1876 presentó dos cuadros de género con los títulos ¿Se le ofrece a usted algo? y ¿Qué se le ofrece a usted?. En la de 1878, Antipatías y Un retrato de señora. En 1879, regaló al Ateneo de Madrid para la rifa en favor de los afectados en Murcia por la riada de Santa Teresa Un bufón. En las exposiciones de la sociedad La Acuarela y del Círculo de Bellas Artes, celebradas posteriormente, también presentó otros asuntos y costumbres. Habiendo residido en Bilbao, se le conocen otras obras como Tuvo coche y palco y Antipatías.